# Abdullah Al-Enezi
Abdullah Al-Enezi (ur. 20 września 1990 w Rijadzie) – saudyjski piłkarz występujący na pozycji bramkarza w saudyjskim klubie An-Nassr oraz w reprezentacji Arabii Saudyjskiej. Uczestnik Pucharu Azji 2015.

## Statystyki

### Klubowe
(aktualne na dzień 10 marca 2017)
| Klub               | Sezon              | Liga               | Liga  | Liga   | Puchar Króla | Puchar Króla | Azja  | Azja   | Inne  | Inne   | Suma  | Suma   |
| Klub               | Sezon              | Liga               | Mecze | Bramki | Mecze        | Bramki       | Mecze | Bramki | Mecze | Bramki | Mecze | Bramki |
| ------------------ | ------------------ | ------------------ | ----- | ------ | ------------ | ------------ | ----- | ------ | ----- | ------ | ----- | ------ |
| An-Nassr           | 2009/10            | I liga             | 3     | 0      | –            | –            | –     | –      | –     | –      | 3     | 0      |
| An-Nassr           | 2010/11            | I liga             | 24    | 0      | –            | –            | 7     | 0      | 2     | 0      | 33    | 0      |
| An-Nassr           | 2011/12            | I liga             | 15    | 0      | 5            | 0            | –     | –      | 1     | 0      | 21    | 0      |
| An-Nassr           | 2012/13            | I liga             | 22    | 0      | 2            | 0            | –     | –      | 2     | 0      | 26    | 0      |
| An-Nassr           | 2013/14            | I liga             | 20    | 0      | 1            | 0            | –     | –      | 2     | 0      | 23    | 0      |
| An-Nassr           | 2014/15            | I liga             | 24    | 0      | –            | –            | 6     | 0      | 2     | 0      | 32    | 0      |
| An-Nassr           | 2015/16            | I liga             | 9     | 0      | 4            | 0            | 5     | 0      | –     | –      | 18    | 0      |
| An-Nassr           | 2016/17            | I liga             | 7     | 0      | 0            | 0            | 0     | 0      | 1     | 0      | 8     | 0      |
| Ogólnie w karierze | Ogólnie w karierze | Ogólnie w karierze | 124   | 0      | 12           | 0            | 18    | 0      | 10    | 0      | 164   | 0      |

### Reprezentacyjne
(aktualne na dzień 30 grudnia 2014)
| Reprezentacja    | Rok     | Mecze | Bramki |
| ---------------- | ------- | ----- | ------ |
| Arabia Saudyjska |         |       |        |
| 2014             | 1       | 0     |        |
| Ogólnie          | Ogólnie | 1     | 0      |

| Mecze i gole w reprezentacji | Mecze i gole w reprezentacji | Mecze i gole w reprezentacji | Mecze i gole w reprezentacji | Mecze i gole w reprezentacji | Mecze i gole w reprezentacji | Mecze i gole w reprezentacji |
| Arabia Saudyjska             | Arabia Saudyjska             | Arabia Saudyjska             | Arabia Saudyjska             | Arabia Saudyjska             | Arabia Saudyjska             | Arabia Saudyjska             |
| Lp.                          | Data                         | Miejsce                      | Przeciwnik                   | Gol                          | Wynik                        | Rozgrywki                    |
| ---------------------------- | ---------------------------- | ---------------------------- | ---------------------------- | ---------------------------- | ---------------------------- | ---------------------------- |
| 1.                           | 30.12.2014                   |                              | Bahrajn                      |                              | 1:4                          | towarzyski                   |

## Sukcesy

### An-Nassr
- Mistrzostwo Arabii Saudyjskiej: 2013/2014, 2014/2015
- Crown Prince Cup: 2013/2014